# Nora Brockstedt
Nora Brockstedt (Oslo, 20 de janeiro de 1923 – Oslo, 5 de novembro de 2015) foi uma bem sucedida cantora norueguesa. Ela entrou pela primeira vez num estágio profissional com a idade de 20 anos, no  Chat Noir de Oslo.  Durante duas décadas seguintes, conseguiu-se tornar numa das famosas e amadas cantoras e animadoras norueguesas. Ao longo da década de 1950, ela cantou sucessos do rádio, incluindo "En liten pike i lave sko", "Augustin", e "Tango for to". Entre os anos 1950 e  1954, foi membro do grupo The Monn Keys, de que faziam parte Arne Bendiksen e Egil Monn-Iversen, outros cantores noruegueses famosos. Brockstedt tem uma reputação como um dos mais proeminentes intérpretes de Alf Prøysen (escritor e compositor norueguês).
Brockstedt representou a Noruega por duas vezes consecutivas no Festival Eurovisão da Canção, em 1960 e 1961, com as canções  "Voi-voi" and "Sommer i Palma".
Durante os  últimos anos, Nora tinha-se centrado mais no jazz , género em que tem vários com álbuns de sucesso, como "As Time Goes By" (2004) e Christmas Songs (2005). Ela também fez jazz nos anos 60, mas era mais conhecida por seu "convencionais" canções pop.
Morreu em 5 de novembro de 2015, na cidade de Oslo, em decorrência de uma curta doença.